# Garbet
Garbet – rzeka we Francji, przepływająca przez teren departamentu Ariège, o długości 25,1 km. Stanowi prawy dopływ rzeki Salat.